# Bellentre
Bellentre è un comune francese soppresso e frazione del dipartimento della Savoia della regione dell'Alvernia-Rodano-Alpi. Dal 1º gennaio 2016 si è fuso con i comuni di Mâcot-la-Plagne, La Côte-d'Aime, e Valezan per formare il nuovo comune di La Plagne-Tarentaise.

## Storia
Da Bellentre, epoca romana, passava la via delle Gallie, strada romana consolare fatta costruire da Augusto per collegare la Pianura Padana con la Gallia. 

## Società

### Evoluzione demografica
Abitanti censiti